# Give In to Me
Singles de Michael Jackson
Heal the World
(1992) Will You Be There
(1993)
Pistes de Dangerous
Who Is It
(9) Will You Be There
(11)
Give In to Me est une chanson de Michael Jackson présente sur l'album Dangerous. Le single du même nom, sorti en février 1993, est le 7e titre extrait de l'album. Le titre devait être joué durant la deuxième partie de la tournée Dangerous Tour en 1994 puis finalement annulé à cause des ennuis judiciaires de Michael Jackson en 1993.

## Paroles
Durant l'entretien qu'eurent Michael Jackson et Oprah Winfrey en 1993, lorsque celle-ci lui demandera à qui est adressé la prière « Assouvis mon désir » (« Quench my desire »), celui-ci répondra « Hé bien... Brooke, je suppose, que c'est encore elle dont il est question ». Il s'agit de Brooke Shields, son amie actrice qui l'accompagnait très fréquemment.

## Clip vidéo
Le clip de Give In to Me met en scène Michael Jackson avec certains membres des Guns N' Roses, notamment le guitariste Slash ainsi que Gilby Clarke. Le clip a été tourné le 25 juin 1992 à Munich durant le Dangerous World Tour. Les effets pyrotechniques qui figurent sur la vidéo sont générés par ordinateur et ont été ajoutés par la suite.

## Plagiat
Le musicien et créateur de Bande dessinée belge, Yves Swolfs a attaqué Michael Jackson devant la justice belge pour le plagiat de sa composition dans la chanson Give In to Me ; il s'en explique le 6 septembre 1995, où il accorde une interview au journal télévisé de la RTBF et interprète son morceau à la guitare,. Débouté en première instance, il obtient gain de cause en appel. Michaël Jackson et son distributeur en Belgique Warner Chappell Music sont condamnés à payer 10 000 euros à titre de dommage moral pour contrefaçon,.

## Crédits
- Michael Jackson : chant, chœurs
- Bill Bottrell : enregistrement, mixage, guitare, basse, batterie, mellotron
- Jim Mitchell : enregistrement guitares (assisté par Craig Brock)
- Tim Pierce : guitare
- Slash : guitare
- Dizzy Reed : clavier

## Liste des titres
| 1. | Give In to Me (vocal version) | Michael Jackson, Bill Bottrell | Bill Botrell  | 4:42 |
| 2. | Dirty Diana (album version)   | Michael Jackson                | Bruce Swedien | 4:49 |
| 3. | Beat It (album version)       | Michael Jackson                | Bruce Swedien | 4:19 |

### SingleGone Too Soon
Audio (CD)
1. Give in to Me – 5:29

Vidéoclip (DVD)
1. Give in to Me (Official Video) – 5:31

## Classements
| Pays                           | Pos. |
| ------------------------------ | ---- |
| Australie (ARIA)               | 4    |
| Autriche (Ö3 Austria Top 40)   | 12   |
| France (SNEP)                  | 7    |
| Norvège (VG-lista)             | 7    |
| Nouvelle-Zélande (RMNZ)        | 1    |
| Pays-Bas (Nederlandse Top 40)  | 4    |
| Royaume-Uni (UK Singles Chart) | 2    |
| Suède (Sverigetopplistan)      | 15   |
| Suisse (Schweizer Hitparade)   | 7    |

## Format
| Année | Pays        | Format                | Catalogue               | Label        | Réf    |
| ----- | ----------- | --------------------- | ----------------------- | ------------ | ------ |
| 1991  | Royaume-Uni | CD (promo)            | XPCD258                 | Epic Records | [ 13 ] |
| 1993  | Royaume-Uni | CD (maxi)             | 658946 2 — EPC 658946 2 | Epic Records | [ 14 ] |
| 1993  | Europe      | Vinyle 12" (45 tours) | 658946 6                | Epic Records | [ 15 ] |
| 1993  | Royaume-Uni | Vinyle 12" (45 tours) | 658946 6                | Epic Records | [ 15 ] |
| 1993  | Pays-Bas    | Vinyle 7"             | 658946 7                | Epic Records | [ 16 ] |